# Weydig

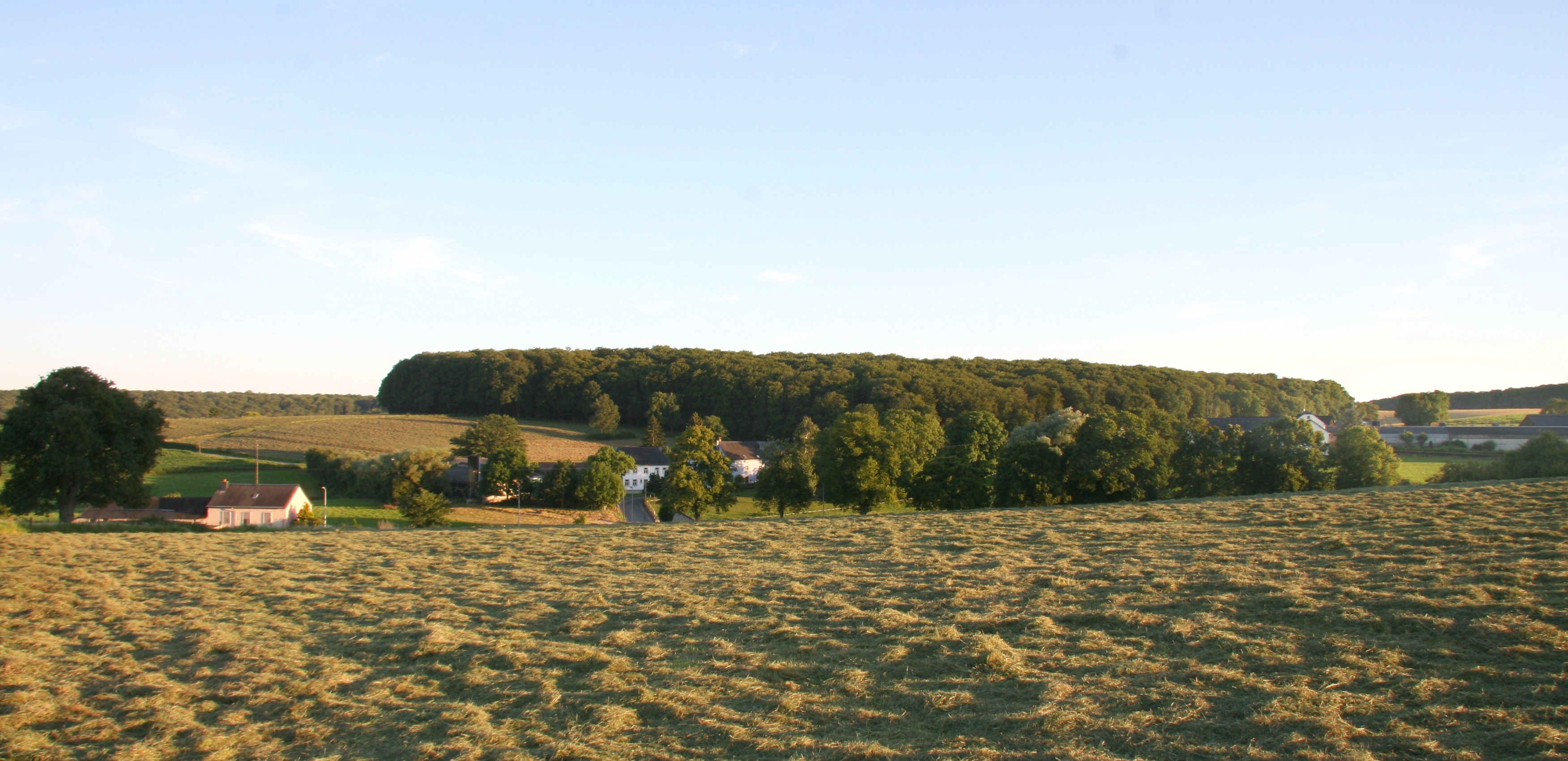
Imatge parcial de la població.

Weydig (luxemburguès: Weidig; alemany: Weydig) és una vila de la comuna luxemburguesa de Biwer, situada al districte de Grevenmacher del cantó de Grevenmacher.